# Serie B 1973/1974
Soutěžní ročník Serie B 1973/1974 byl 42. ročník druhé nejvyšší italské fotbalové ligy. Konal se od 30. září 1973 do 16. června 1974. 
Nejlepším střelcem se stal italský hráč Egidio Calloni (Varese), když vstřelili 16 branek.

## Události
Z 1. ligy sestoupila Atalanta, Palermo a Ternana. Naopak postup ze 3. ligy slavilo poprvé ve své klubové historii Avellino, po osmi letech se vrátila Parma a po čtyřech letech SPAL.
Soutěž vyhrál již potřetí v klubové historii Varese, které mělo lepší skóre než druhé Ascoli. Pro Ascoli to byl první postup do Serie A a stal se prvním týmem z regionu Marche. Třetím postupujícím byla Ternana. První dva sestupující byli jistí před posledním kole a to Catania a Bari. O třetím se rozhodlo v posledním kole díky skóre, které mělo horší Reggina.

## Účastníci
| Klub      | Město           | Stadion                      | Trenér                                                                                          | Minulá sezona                            |
| --------- | --------------- | ---------------------------- | ----------------------------------------------------------------------------------------------- | ---------------------------------------- |
| Arezzo    | Arezzo          | Stadio Comunale              | Andrea Bassi (1. kolo) Mario Rossi                                                              | 12. místo v Serii B                      |
| Ascoli    | Ascoli Piceno   | Stadio Cino e Lillo Del Duca | Carlo Mazzone                                                                                   | 4. místo v Serii B                       |
| Atalanta  | Bergamo         | Stadio Comunale              | Giulio Corsini (1.–6. kolo) Heriberto Herrera                                                   | 14. místo v Serii A (sestup)             |
| Avellino  | Avellino        | Stadio Partenio              | Antonio Giammarinaro                                                                            | 1. místo ve skupině C v Serii C (postup) |
| Bari      | Bari            | Stadio della Vittoria        | Carlo Regalia                                                                                   | 12. místo v Serii B                      |
| Brescia   | Brescia         | Stadio Mario Rigamonti       | Renato Gei (1.–18. kolo) Umberto Pinardi                                                        | 17. místo v Serii B                      |
| Brindisi  | Brindisi        | Stadio Comunale              | Gianni Di Marzio (1.–20. kolo) Raffaele Pierini (21. kolo) Egizio Rubino                        | 7. místo v Serii B                       |
| Catania   | Catania         | Stadio Cibali                | Guido Mazzetti (1.–22. kolo) Luigi Valsecchi (23.–27. kolo) Adelmo Prenna                       | 5. místo v Serii B                       |
| Catanzaro | Catanzaro       | Stadio Nicola Ceravolo       | Gianni Seghedoni (1.–15. kolo) Carmelo Di Bella                                                 | 8. místo v Serii B                       |
| Como      | Como            | Stadio Giuseppe Sinigaglia   | Giuseppe Marchioro                                                                              | 11. místo v Serii B                      |
| Novara    | Novara          | Stadio Comunale              | Carlo Parola                                                                                    | 9. místo v Serii B                       |
| Palermo   | Palermo         | Stadio La Favorita           | Corrado Viciani                                                                                 | 15. místo v Serii A (sestup)             |
| Parma     | Parma           | Stadio Ennio Tardini         | Giorgio Sereni                                                                                  | 1. místo ve skupině A v Serii C (postup) |
| Perugia   | Perugia         | Stadio Santa Giuliana        | Costanzo Balleri                                                                                | 14. místo v Serii B                      |
| Reggiana  | Reggio Emilia   | Stadio Mirabello             | Ezio Galbiati (1.–19. kolo) Giampiero Grevi + Giovanni Campari                                  | 10. místo v Serii B                      |
| Reggina   | Reggio Calabria | Stadio Comunale              | Giambattista Moschino (1.–18. kolo) Ettore Recagni (19.–35. kolo) Domenico Cataldo + Olmes Neri | 16. místo v Serii B                      |
| SPAL      | Ferrara         | Stadio Comunale              | Mario Caciagli                                                                                  | 1. místo ve skupině B v Serii C (postup) |
| Taranto   | Taranto         | Stadio Salinella             | Giovanni Invernizzi                                                                             | 13. místo v Serii B                      |
| Ternana   | Terni           | Stadio Libero Liberati       | Enzo Riccomini                                                                                  | 16. místo v Serii A (sestup)             |
| Varese    | Varese          | Stadio Franco Ossola         | Pietro Maroso                                                                                   | 5. místo v Serii B                       |

## Tabulka
| Poř. | Tým       | Z  | V  | R  | P  | VG | OG | B  |
| ---- | --------- | -- | -- | -- | -- | -- | -- | -- |
| 1.   | Varese    | 38 | 18 | 15 | 5  | 51 | 28 | 51 |
| 2.   | Ascoli    | 38 | 16 | 18 | 3  | 41 | 22 | 51 |
| 3.   | Ternana   | 38 | 18 | 14 | 6  | 46 | 20 | 50 |
| 4.   | Como      | 38 | 15 | 16 | 7  | 37 | 27 | 46 |
| 5.   | Parma     | 38 | 10 | 19 | 9  | 39 | 32 | 39 |
| 6.   | Taranto   | 38 | 11 | 17 | 10 | 27 | 26 | 39 |
| 7.   | Palermo   | 38 | 9  | 21 | 8  | 35 | 42 | 39 |
| 8.   | Novara    | 38 | 12 | 14 | 12 | 33 | 34 | 38 |
| 9.   | SPAL      | 38 | 11 | 16 | 11 | 29 | 32 | 38 |
| 10.  | Arezzo    | 38 | 12 | 13 | 13 | 42 | 41 | 37 |
| 11.  | Atalanta  | 38 | 11 | 14 | 13 | 24 | 24 | 36 |
| 12.  | Brescia   | 38 | 10 | 16 | 12 | 35 | 36 | 36 |
| 13.  | Avellino  | 38 | 11 | 13 | 14 | 34 | 39 | 35 |
| 14.  | Catanzaro | 38 | 11 | 13 | 14 | 31 | 37 | 35 |
| 15.  | Perugia   | 38 | 10 | 14 | 14 | 30 | 31 | 34 |
| 16.  | Reggiana  | 38 | 9  | 16 | 13 | 30 | 37 | 34 |
| 17.  | Brindisi  | 38 | 8  | 18 | 12 | 27 | 37 | 34 |
| 18.  | Reggina   | 38 | 10 | 14 | 14 | 20 | 34 | 34 |
| 19.  | Bari      | 38 | 9  | 10 | 19 | 12 | 26 | 28 |
| 20.  | Catania   | 38 | 5  | 16 | 17 | 21 | 39 | 26 |

Poznámky
- Z = Odehrané zápasy; V = Vítězství; R = Remízy; P = Prohry; VG = Vstřelené góly; OG = Obdržené góly; B = Body
- za výhru 2 body, za remízu 1 bod, za prohru 0 bodů.
- při rovnosti bodů rozhodovalo skóre.

|  | Postup do Serie A |
|  | Sestup do Serie C |

## Střelecká listina
| Pořadí | Jméno            | Klub      | Branky |
| ------ | ---------------- | --------- | ------ |
| 1.     | Egidio Calloni   | Varese    | 16     |
| 2.     | Giacomo La Rosa  | Palermo   | 15     |
| 2.     | Alberto Rizzati  | Parma     | 15     |
| 4.     | Renato Campanini | Ascoli    | 14     |
| 5.     | Andrea Prunecchi | Ternana   | 13     |
| 6.     | Fabio Enzo       | Novara    | 12     |
| 6.     | Ezio Bertuzzo    | Brescia   | 12     |
| 6.     | Flaviano Zandoli | Reggiana  | 12     |
| 9.     | Carlo Petrini    | Catanzaro | 11     |